# Кубок України з футболу 1994—1995
У четвертому розіграші Кубка України з футболу сезону 1994/95 року взяли участь 107 команд. Проходив з 21 серпня 1994 року по 28 травня 1995 року.

## Учасники
| Клуби вищої ліги: - «Верес» (Рівне) - «Волинь» (Луцьк) - «Динамо» (Київ) - «Дніпро» (Дніпропетровськ) - «Евіс» (Миколаїв) - «Зоря-МАЛС» (Луганськ) - «Карпати» (Львів) - «Кремінь» (Кременчук) - «Кривбас» (Кривий Ріг) - «Металург» (Запоріжжя) - «Нива» (Вінниця) - «Нива» (Тернопіль) - «Прикарпаття» (Івано-Франківськ) - «Таврія» (Сімферополь) - «Темп» (Шепетівка) - «Торпедо» (Запоріжжя) - «Чорноморець» (Одеса) - «Шахтар» (Донецьк) | Клуби першої ліги: - «Бажановець» (Макіївка) - «Борисфен» (Бориспіль) - «Буковина» (Чернівці) - «Ворскла» (Полтава) - «Динамо-2» (Київ) - «Дніпро» (Черкаси) - «Закарпаття» (Ужгород) - «Зірка-НІБАС» (Кіровоград) - «Кристал» (Чортків) - «Металург» (Нікополь) - «Карпати» (Мукачеве) - «Металіст» (Харків) - «Нафтовик» (Охтирка) - «Нафтохімік» (Кременчук) - СК «Одеса» - «Поділля» (Хмельницький) - «Поліграфтехніка» (Олександрія) - «СБТС» (Суми) - «Скала» (Стрий) - «Сталь» (Алчевськ) - «Хімік» (Житомир) - «Хімік» (Сєвєродонецьк) | Клуби другої ліги: - «Азовець» (Маріуполь) - «Артанія» (Очаків) - «Віктор» (Запоріжжя) - «Газовик» (Комарно) - «Гарант» (Донецьк) - «Галичина» (Дрогобич) - «Динамо» (Луганськ) - «Динамо» (Саки) - «Десна» (Чернігів) - «Дружба» (Бердянськ) - ФК «Львів» - «Медіта» (Шахтарськ) - «Меліоратор» (Каховка) - «Металург» (Керч) - «Рось» (Біла Церква) - «Сіріус» (Жовті води) - «Таврія» (Херсон) - «Титан» (Армянськ) - «Чайка» (Севастополь) - «Чорноморець-2» (Одеса) - «Шахтар» (Павлоград) - «Явір» (Краснопілля) | Клуби третьої ліги: - «Авангард» (Жидачів) - «Авангард» (Ровеньки) - «Адвіс» (Хмельницький) - «Вагонобудівник» (Кременчук) - «Дністер» (Заліщики) - «Дністровець» (Білгород-Дністровський) - «Керамік» (Баранівка) - «Лада» (Чернівці) - «ЛАЗ» (Львів) - «Металург» (Новомосковськ) - «Нива» (Миронівка) - «Оскіл» (Куп'янськ) - «Система-Борекс» (Бородянка) - «Сула» (Лубни) - «Торпедо» (Мелітополь) - «Таврія» (Новотроїцьке) - «Трансімпекс» (Вишневе) - «Фетровик» (Хуст) - «Хутровик» (Тисмениця) - «ЦСКА» (Київ) - «Шахтар» (Горлівка) - «Шахтар» (Стаханов) |

| Володарі кубків областей: - «Авангард» (Мерефа), Харківська область - «Бактянець» (Бадалово), Закарпатська область - «Батьківщина» (Первомайськ), Луганська область - «Бескид» (Надвірна), Івано-Франківська область - «Енергетик» (Нетішин), Хмельницька область - «Карпати» (Чернівці), Чернівецька область - «Колос» (Карапиші), Київська область - «Кристал» (Дубно), Рівненська область - «Крок» (Житомир), Житомирська область - «Локомотив» (Знам'янка), Кіровоградська область - «Локомотив» (Конотоп), Сумська область - «Локомотив» (Сміла), Черкаська область - «Металург» (Кривий Ріг), Дніпропетровська область - «Нива» (Нечаяне), Миколаївська область - «Нива-Віктор» (Новомиколаївка), Запорізька область - «Зміна-Оболонь» (Київ), Київ - «Первомаєць» (Першотравневе), Одеська область - «Підшипник» (Луцьк), Волинська область - «Сокіл» (Великі Гаї), Тернопільська область - «Сокіл» (Золочів), Львівська область - «Харчовик» (Білозерка), Херсонська область - «Хімік-Нива-2» (Вінниця), Вінницька область - «Чайка» (Охотникове), Автономна Республіка Крим |

## Перелік матчів

### 1/64 фіналу
| 21 серпня 1994 року.           |     |                                        |              |
| «Хутровик» (Тисмениця)         | 2:0 | «Авангард» (Жидачів)                   |              |
| «Бактянець» (Бадалово)         | 0:2 | «Галичина» (Дрогобич)                  |              |
| «Бескид» (Надвірна)            | 1:1 | «ЛАЗ» (Львів)                          | дч, пен. 3:1 |
| «Карпати» (Чернівці)           | 0:2 | «Фетровик» (Хуст)                      |              |
| «Кристал» (Дубно)              | 2:4 | «Адвіс» (Хмельницький)                 |              |
| «Підшипник» (Луцьк)            | 7:1 | «Сокіл» (Золочів)                      |              |
| «Сокіл» (Великі Гаї)           | 0:3 | «Газовик» (Комарно)                    |              |
| «Лада» (Чернівці)              | 2:0 | «Дністер» (Заліщики)                   |              |
| «Крок» (Житомир)               | 6:0 | «Енергетик» (Нетішин)                  |              |
| «Колос» (Карапиші)             | 1:2 | «Керамік» (Баранівка)                  |              |
| «Хімік-Нива-2» (Вінниця)       | 1:0 | «Трансімпекс» (Вишневе)                |              |
| «Зміна-Оболонь» (Київ)         | 3:0 | «Сула» (Лубни)                         |              |
| «Локомотив» (Сміла)            | 0:2 | «Нива» (Миронівка)                     |              |
| «Локомотив» (Знам'янка)        | 1:0 | «Вагонобудівник» (Кременчук)           |              |
| «Первомаєць» (Першотравневе)   | 1:4 | «Дністровець» (Білгород-Дністровський) |              |
| «Локомотив» (Конотоп)          | -:+ | «Система-Борекс» (Бородянка)           |              |
| «Авангард» (Мерефа)            | 1:0 | «Металург» (Новомосковськ)             |              |
| «Нафтохімік» (Кременчук)       | 1:0 | «Нафтовик» (Охтирка)                   |              |
| «Металург» (Кривий Ріг)        | 1:0 | «Оскіл» (Куп'янськ)                    |              |
| «Нива-Віктор» (Новомиколаївка) | 1:1 | «Сіріус» (Жовті води)                  | дч, пен. 3:2 |
| «Таврія» (Новотроїцьке)        | 7:0 | «Артанія» (Очаків)                     |              |
| «Нива» (Нечаяне)               | 0:1 | «Чорноморець-2» (Одеса)                | дч           |
| «Чайка» (Охотникове)           | 1:2 | «Динамо» (Саки)                        | дч           |
| «Харчовик» (Білозерка)         | 0:1 | «Титан» (Армянськ)                     |              |
| «Батьківщина» (Первомайськ)    | +:- | «Шахтар» (Горлівка)                    |              |
| «Гарант» (Донецьк)             | 2:3 | «Динамо» (Луганськ)                    |              |
| «Дружба» (Бердянськ)           | 0:0 | «Азовець» (Маріуполь)                  | дч, пен. 3:4 |

### 1/32 фіналу
| 1 вересня 1994 року.                   |     |                                  |              |
| «Хутровик» (Тисмениця)                 | 2:1 | «Буковина» (Чернівці)            |              |
| «Галичина» (Дрогобич)                  | 0:1 | «Прикарпаття» (Івано-Франківськ) |              |
| «Бескид» (Надвірна)                    | 0:1 | «Закарпаття» (Ужгород)           |              |
| «Фетровик» (Хуст)                      | 1:0 | «Скала» (Стрий)                  |              |
| «Адвіс» (Хмельницький)                 | 0:0 | «Хімік» (Житомир)                | дч, пен. 2:4 |
| «Підшипник» (Луцьк)                    | 2:0 | ФК «Львів»                       | дч           |
| «Газовик» (Комарно)                    | 3:0 | «Карпати» (Мукачеве)             |              |
| «Лада» (Чернівці)                      | 0:3 | «Кристал» (Чортків)              |              |
| «Крок» (Житомир)                       | 0:4 | «Поділля» (Хмельницький)         |              |
| «Керамік» (Баранівка)                  | 4:2 | «Рось» (Біла Церква)             |              |
| «Хімік-Нива-2» (Вінниця)               | 0:3 | «ЦСКА» (Київ)                    |              |
| «Зміна-Оболонь» (Київ)                 | 1:3 | «Борисфен» (Бориспіль)           |              |
| «Нива» (Миронівка)                     | 1:2 | «Динамо-2» (Київ)                |              |
| «Локомотив» (Знам'янка)                | 0:4 | «Зірка-НІБАС» (Кіровоград)       |              |
| «Дністровець» (Білгород-Дністровський) | 0:4 | «Евіс» (Миколаїв)                |              |
| «Таврія» (Херсон)                      | 2:6 | СК «Одеса»                       |              |
| «Десна» (Чернігів)                     | 2:1 | «СБТС» (Суми)                    |              |
| «Система-Борекс» (Бородянка)           | 3:2 | «Дніпро» (Черкаси)               |              |
| «Авангард» (Мерефа)                    | 0:3 | «Ворскла» (Полтава)              |              |
| «Нафтохімік» (Кременчук)               | 4:2 | «Металіст» (Харків)              |              |
| «Металург» (Кривий Ріг)                | 1:2 | «Явір» (Краснопілля)             | дч           |
| «Нива-Віктор» (Новомиколаївка)         | 1:0 | «Поліграфтехніка» (Олександрія)  |              |
| «Таврія» (Новотроїцьке)                | 0:1 | «Віктор» (Запоріжжя)             |              |
| «Чорноморець-2» (Одеса)                | 1:0 | «Металург» (Нікополь)            |              |
| «Динамо» (Саки)                        | 2:0 | «Чайка» (Севастополь)            |              |
| «Титан» (Армянськ)                     | 6:0 | «Металург» (Керч)                |              |
| «Батьківщина» (Первомайськ)            | 0:4 | «Сталь» (Алчевськ)               |              |
| «Динамо» (Луганськ)                    | 3:3 | «Хімік» (Сєвєродонецьк)          | дч, пен. 1:2 |
| «Азовець» (Маріуполь)                  | 1:2 | «Медіта» (Шахтарськ)             |              |
| «Шахтар» (Павлоград)                   | 0:3 | «Бажановець» (Макіївка)          |              |
| «Авангард» (Ровеньки)                  | 4:1 | «Шахтар» (Стаханов)              |              |
| «Торпедо» (Мелітополь)                 | 1:1 | «Меліоратор» (Каховка)           | дч, пен. 3:4 |

### 1/16 фіналу (перший етап)
| 5 вересня 1994 року.           |     |                                  |              |
| «Хутровик» (Тисмениця)         | 2:1 | «Прикарпаття» (Івано-Франківськ) |              |
| «Фетровик» (Хуст)              | 0:1 | «Закарпаття» (Ужгород)           |              |
| «Підшипник» (Луцьк)            | 1:3 | «Хімік» (Житомир)                | дч           |
| «Газовик» (Комарно)            | 2:1 | «Кристал» (Чортків)              |              |
| «Керамік» (Баранівка)          | 2:1 | «Поділля» (Хмельницький)         | дч           |
| «ЦСКА» (Київ)                  | 1:3 | «Борисфен» (Бориспіль)           |              |
| «Зірка-НІБАС» (Кіровоград)     | 0:1 | «Динамо-2» (Київ)                |              |
| СК «Одеса»                     | 2:0 | «Евіс» (Миколаїв)                | дч           |
| «Система-Борекс» (Бородянка)   | 1:0 | «Десна» (Чернігів)               |              |
| «Ворскла» (Полтава)            | 1:0 | «Нафтохімік» (Кременчук)         |              |
| «Нива-Віктор» (Новомиколаївка) | 0:0 | «Явір» (Краснопілля)             | дч, пен. 2:3 |
| «Віктор» (Запоріжжя)           | 2:0 | «Чорноморець-2» (Одеса)          |              |
| «Титан» (Армянськ)             | 1:1 | «Динамо» (Саки)                  | дч, пен. 3:2 |
| «Хімік» (Сєвєродонецьк)        | 0:1 | «Сталь» (Алчевськ)               |              |
| «Медіта» (Шахтарськ)           | 1:1 | «Бажановець» (Макіївка)          | дч, пен. 5:3 |
| «Авангард» (Ровеньки)          | 4:1 | «Меліоратор» (Каховка)           |              |

### 1/16 фіналу (другий етап)
|                                     | Заг. |                            | Матч 1 | Матч 2 |  |
| ----------------------------------- | ---- | -------------------------- | ------ | ------ |  |
| 26 вересня і 5 листопада 1994 року. |      |                            |        |        |  |
| «Хутровик» (Тисмениця)              | 2:4  | «Таврія» (Сімферополь)     | 1:1    | 1:3    |  |
| «Закарпаття» (Ужгород)              | 2:4  | «Карпати» (Львів)          | 2:1    | 0:3    |  |
| «Хімік» (Житомир)                   | 3:4  | «Торпедо» (Запоріжжя)      | 2:0    | 1:4    |  |
| «Газовик» (Комарно)                 | 0:4  | «Динамо» (Київ)            | 0:2    | 0:2    |  |
| «Керамік» (Баранівка)               | 1:2  | «Темп» (Шепетівка)         | 1:0    | 0:2    |  |
| «Борисфен» (Бориспіль)              | 1:3  | «Верес» (Рівне)            | 1:0    | 0:3    |  |
| «Динамо-2» (Київ)                   | 4:5  | «Дніпро» (Дніпропетровськ) | 3:1    | 1:4    |  |
| СК «Одеса»                          | 2:3  | «Металург» (Запоріжжя)     | 1:1    | 1:2    |  |
| «Система-Борекс» (Бородянка)        | 1:5  | «Шахтар» (Донецьк)         | 0:3    | 1:2    |  |
| «Ворскла» (Полтава)                 | 3:2  | «Волинь» (Луцьк)           | 2:0    | 1:2    |  |
| «Явір» (Краснопілля)                | 0:4  | «Нива» (Тернопіль)         | 0:0    | 0:4    |  |
| «Віктор» (Запоріжжя)                | 1:11 | «Кривбас» (Кривий Ріг)     | 0:4    | 1:7    |  |
| «Титан» (Армянськ)                  | 3:5  | «Нива» (Вінниця)           | 2:3    | 1:2    |  |
| «Сталь» (Алчевськ)                  | 3:1  | «Зоря-МАЛС» (Луганськ)     | 2:0    | 1:1    |  |
| «Медіта» (Шахтарськ)                | 2:6  | «Чорноморець» (Одеса)      | 2:2    | 0:4    |  |
| «Авангард» (Ровеньки)               | 2:7  | «Кремінь» (Кременчук)      | 2:2    | 0:5    |  |

### 1/8 фіналу
|                                               | Заг. |                            | Матч 1 | Матч 2 |  |
| --------------------------------------------- | ---- | -------------------------- | ------ | ------ |  |
| 22 листопада 1994 року і 1 березня 1995 року. |      |                            |        |        |  |
| «Таврія» (Сімферополь)                        | 4:3  | «Карпати» (Львів)          | 3:0    | 1:3    |  |
| «Динамо» (Київ)                               | 2:1  | «Торпедо» (Запоріжжя)      | 2:0    | 0:1    |  |
| «Верес» (Рівне)                               | 1:2  | «Темп» (Шепетівка)         | 1:0    | 0:2    |  |
| «Металург» (Запоріжжя)                        | 1:4  | «Дніпро» (Дніпропетровськ) | 1:3    | 0:1    |  |
| «Ворскла» (Полтава)                           | 0:9  | «Шахтар» (Донецьк)         | 0:1    | 0:8    |  |
| «Кривбас» (Кривий Ріг)                        | 3:4  | «Нива» (Тернопіль)         | 3:0    | 0:4    |  |
| «Сталь» (Алчевськ)                            | 1:2  | «Нива» (Вінниця)           | 1:0    | 0:2    |  |
| «Чорноморець» (Одеса)                         | 3:2  | «Кремінь» (Кременчук)      | 2:0    | 1:2    |  |

### Чвертьфінали
|                                  | Заг. |                            | Матч 1 | Матч 2 |  |
| -------------------------------- | ---- | -------------------------- | ------ | ------ |  |
| 10 квітня і 17 квітня 1995 року. |      |                            |        |        |  |
| «Динамо» (Київ)                  | 1:3  | «Таврія» (Сімферополь)     | 0:1    | 1:2    |  |
| «Темп» (Шепетівка)               | 0:3  | «Дніпро» (Дніпропетровськ) | 0:2    | 0:1    |  |
| «Нива» (Тернопіль)               | 1:3  | «Шахтар» (Донецьк)         | 1:1    | 0:2    |  |
| «Чорноморець» (Одеса)            | 3:1  | «Нива» (Вінниця)           | 3:0    | 0:1    |  |

### Півфінали
|                                 | Заг. |                            | Матч 1 | Матч 2 |  |
| ------------------------------- | ---- | -------------------------- | ------ | ------ |  |
| 8 травня і 16 травня 1995 року. |      |                            |        |        |  |
| «Таврія» (Сімферополь)          | 1:2  | «Дніпро» (Дніпропетровськ) | 1:1    | 0:1    |  |
| «Шахтар» (Донецьк)              | 2:2  | «Чорноморець» (Одеса)      | 1:0    | 1:2    |  |

### Фінал
| 28 травня 1995 р. +28 °C |

| «Шахтар» (Донецьк) | 1:1, пен. 7:6 | «Дніпро» (Дніпропетровськ) |
| ------------------ | ------------- | -------------------------- |
| Петров 77'         | протокол      | Захаров 23'                |

| Київ, Республіканський стадіон Глядачів: 42 500 Арбітр: Віктор Дердо (Чорноморськ) |

|                                                               |     | Пенальті                                                             |  |
| Петров · Матвєєв · Кривенцов · Бабій · Орбу · Леонов · Коваль | 7:6 | Скрипник · Багмут · Дірявка · Полунін · Ковалець · Горілий · Фінкель |  |

| Володар Кубка України 1994/95 |
| ----------------------------- |
| «Шахтар» (Донецьк) Вперше     |

## Найкращі бомбардири
|    | Гравець             | Клуб                                          | Ігри | Голи (пен.) |
| -- | ------------------- | --------------------------------------------- | ---- | ----------- |
| 1  | Андрій Шевченко     | «Динамо-2» (Київ), «Динамо» (Київ)            | 8    | 6           |
| 2  | Сергій Нагорняк     | «Нива» (Вінниця)                              | 4    | 5           |
| 3  | Андрій Федьков      | «Кремінь» (Кременчук)                         | 4    | 5           |
| 4  | Андрій Никифоров    | «Титан» (Армянськ) «Нива» (Вінниця)           | 7    | 5 (2)       |
| 5  | Олег Матвєєв        | «Шахтар» (Донецьк)                            | 9    | 5           |
| 6  | Ігор Яворський      | «Нива» (Тернопіль)                            | 4    | 4 (1)       |
| 7  | Володимир Цівчик    | «Керамік» (Баранівка)                         | 5    | 4           |
| 8  | Олексій Антюхін     | «Таврія» (Сімферополь)                        | 8    | 4           |
| 8  | Сергій Коновалов    | «Дніпро» (Дніпропетровськ) «Динамо» (Київ)    | 8    | 4           |
| 10 | Володимир Мусолітін | «Чорноморець-2» (Одеса) «Чорноморець» (Одеса) | 10   | 4           |

## Підсумкова таблиця
| Етап         | Команда                                | I | В | Н | П | РМ   | О  |
| ------------ | -------------------------------------- | - | - | - | - | ---- | -- |
| Володар      | «Шахтар» (Донецьк)                     | 9 | 6 | 2 | 1 | 20−5 | 14 |
| Фіналіст     | «Дніпро» (Дніпропетровськ)             | 9 | 6 | 2 | 1 | 15−7 | 14 |
| Півфінал     | «Таврія» (Сімферополь)                 | 8 | 4 | 2 | 2 | 12−8 | 10 |
| Півфінал     | «Чорноморець» (Одеса)                  | 8 | 4 | 1 | 3 | 14−7 | 9  |
| 1/4 фіналу   | «Нива» (Вінниця)                       | 6 | 4 | 0 | 2 | 8−7  | 8  |
| 1/4 фіналу   | «Нива» (Тернопіль)                     | 6 | 2 | 2 | 2 | 9−6  | 6  |
| 1/4 фіналу   | «Динамо» (Київ)                        | 6 | 3 | 0 | 3 | 7−4  | 6  |
| 1/4 фіналу   | «Темп» (Шепетівка)                     | 6 | 2 | 0 | 4 | 4−5  | 4  |
| 1/8 фіналу   | «Сталь» (Алчевськ)                     | 6 | 4 | 1 | 1 | 9−3  | 9  |
| 1/8 фіналу   | «Кривбас» (Кривий Ріг)                 | 4 | 3 | 0 | 1 | 14−5 | 6  |
| 1/8 фіналу   | «Ворскла» (Полтава)                    | 6 | 3 | 0 | 3 | 7−11 | 6  |
| 1/8 фіналу   | «Кремінь» (Кременчук)                  | 4 | 2 | 1 | 1 | 9−5  | 5  |
| 1/8 фіналу   | «Карпати» (Львів)                      | 4 | 2 | 0 | 2 | 7−6  | 4  |
| 1/8 фіналу   | «Верес» (Рівне)                        | 4 | 2 | 0 | 2 | 4−3  | 4  |
| 1/8 фіналу   | «Торпедо» (Запоріжжя)                  | 4 | 2 | 0 | 2 | 5−5  | 4  |
| 1/8 фіналу   | «Металург» (Запоріжжя)                 | 4 | 1 | 1 | 2 | 4−6  | 3  |
| 1/16 фіналу  | «Керамік» (Баранівка)                  | 5 | 4 | 0 | 1 | 9−6  | 8  |
| 1/16 фіналу  | «Хутровик» (Тисмениця)                 | 5 | 3 | 1 | 1 | 8−6  | 7  |
| 1/16 фіналу  | «Газовик» (Комарно)                    | 5 | 3 | 0 | 2 | 8−5  | 6  |
| 1/16 фіналу  | «Борисфен» (Бориспіль)                 | 4 | 3 | 0 | 1 | 7−5  | 6  |
| 1/16 фіналу  | «Динамо-2» (Київ)                      | 4 | 3 | 0 | 1 | 7−6  | 6  |
| 1/16 фіналу  | «Закарпаття» (Ужгород)                 | 4 | 3 | 0 | 1 | 4−4  | 6  |
| 1/16 фіналу  | «Титан» (Армянськ)                     | 5 | 2 | 1 | 2 | 11−6 | 5  |
| 1/16 фіналу  | СК «Одеса»                             | 4 | 2 | 1 | 1 | 10−5 | 5  |
| 1/16 фіналу  | «Авангард» (Ровеньки)                  | 4 | 2 | 1 | 1 | 10−9 | 5  |
| 1/16 фіналу  | «Хімік» (Житомир)                      | 4 | 2 | 1 | 1 | 6−5  | 5  |
| 1/16 фіналу  | «Система-Борекс» (Бородянка)           | 4 | 2 | 0 | 2 | 5−7  | 4  |
| 1/16 фіналу  | «Медіта» (Шахтарськ)                   | 4 | 1 | 2 | 1 | 5−8  | 4  |
| 1/16 фіналу  | «Явір» (Краснопілля)                   | 4 | 1 | 2 | 1 | 2−5  | 4  |
| 1/16 фіналу  | «Віктор» (Запоріжжя)                   | 4 | 2 | 0 | 2 | 4−11 | 4  |
| 1/16 фіналу  | «Волинь» (Луцьк)                       | 2 | 1 | 0 | 1 | 2−3  | 2  |
| 1/16 фіналу  | «Зоря-МАЛС» (Луганськ)                 | 2 | 0 | 1 | 1 | 1−3  | 1  |
| 1/32 фіналу  | «Динамо» (Саки)                        | 3 | 2 | 1 | 0 | 5−2  | 5  |
| 1/32 фіналу  | «Підшипник» (Луцьк)                    | 3 | 2 | 0 | 1 | 10−4 | 4  |
| 1/32 фіналу  | «Нафтохімік» (Кременчук)               | 3 | 2 | 0 | 1 | 5−3  | 4  |
| 1/32 фіналу  | «Фетровик» (Хуст)                      | 3 | 2 | 0 | 1 | 3−1  | 4  |
| 1/32 фіналу  | «Нива-Віктор» (Новомиколаївка)         | 3 | 1 | 2 | 0 | 2−1  | 4  |
| 1/32 фіналу  | «Чорноморець-2» (Одеса)                | 3 | 2 | 0 | 1 | 2−2  | 4  |
| 1/32 фіналу  | «Бажановець» (Макіївка)                | 2 | 1 | 1 | 0 | 4−1  | 3  |
| 1/32 фіналу  | «Поділля» (Хмельницький)               | 2 | 1 | 0 | 1 | 5−2  | 2  |
| 1/32 фіналу  | «Зірка-НІБАС» (Кіровоград)             | 2 | 1 | 0 | 1 | 4−1  | 2  |
| 1/32 фіналу  | «Кристал» (Чортків)                    | 2 | 1 | 0 | 1 | 4−2  | 2  |
| 1/32 фіналу  | «Евіс» (Миколаїв)                      | 2 | 1 | 0 | 1 | 4−2  | 2  |
| 1/32 фіналу  | «ЦСКА» (Київ)                          | 2 | 1 | 0 | 1 | 4−3  | 2  |
| 1/32 фіналу  | «Десна» (Чернігів)                     | 2 | 1 | 0 | 1 | 2−2  | 2  |
| 1/32 фіналу  | «Прикарпаття» (Івано-Франківськ)       | 2 | 1 | 0 | 1 | 2−2  | 2  |
| 1/32 фіналу  | «Хімік» (Сєвєродонецьк)                | 2 | 0 | 1 | 1 | 3−4  | 1  |
| 1/32 фіналу  | «Меліоратор» (Каховка)                 | 2 | 0 | 1 | 1 | 2−5  | 1  |
| 1/64 фіналу  | «Адвіс» (Хмельницький)                 | 2 | 1 | 1 | 0 | 4−2  | 3  |
| 1/64 фіналу  | «Динамо» (Луганськ)                    | 2 | 1 | 1 | 0 | 6−5  | 3  |
| 1/64 фіналу  | «Таврія» (Новотроїцьке)                | 2 | 1 | 0 | 1 | 7−1  | 2  |
| 1/64 фіналу  | «Крок» (Житомир)                       | 2 | 1 | 0 | 1 | 6−4  | 2  |
| 1/64 фіналу  | «Зміна-Оболонь» (Київ)                 | 2 | 1 | 0 | 1 | 4−3  | 2  |
| 1/64 фіналу  | «Нива» (Миронівка)                     | 2 | 1 | 0 | 1 | 3−2  | 2  |
| 1/64 фіналу  | «Галичина» (Дрогобич)                  | 2 | 1 | 0 | 1 | 2−1  | 2  |
| 1/64 фіналу  | «Металург» (Кривий Ріг)                | 2 | 1 | 0 | 1 | 2−2  | 2  |
| 1/64 фіналу  | «Дністровець» (Білгород-Дністровський) | 2 | 1 | 0 | 1 | 4−5  | 2  |
| 1/64 фіналу  | «Лада» (Чернівці)                      | 2 | 1 | 0 | 1 | 2−3  | 2  |
| 1/64 фіналу  | «Авангард» (Мерефа)                    | 2 | 1 | 0 | 1 | 1−3  | 2  |
| 1/64 фіналу  | «Хімік-Нива-2» (Вінниця)               | 2 | 1 | 0 | 1 | 1−3  | 2  |
| 1/64 фіналу  | «Локомотив» (Знам'янка)                | 2 | 1 | 0 | 1 | 1−4  | 2  |
| 1/64 фіналу  | «Торпедо» (Мелітополь)                 | 1 | 0 | 1 | 0 | 1−1  | 1  |
| 1/64 фіналу  | «Бескид» (Надвірна)                    | 2 | 0 | 1 | 1 | 1−2  | 1  |
| 1/64 фіналу  | «Азовець» (Маріуполь)                  | 2 | 0 | 1 | 1 | 1−2  | 1  |
| 1/64 фіналу  | «Дніпро» (Черкаси)                     | 1 | 0 | 0 | 1 | 2−3  | 0  |
| 1/64 фіналу  | «СБТС» (Суми)                          | 1 | 0 | 0 | 1 | 1−2  | 0  |
| 1/64 фіналу  | «Буковина» (Чернівці)                  | 1 | 0 | 0 | 1 | 1−2  | 0  |
| 1/64 фіналу  | «Металург» (Нікополь)                  | 1 | 0 | 0 | 1 | 0−1  | 0  |
| 1/64 фіналу  | «Поліграфтехніка» (Олександрія)        | 1 | 0 | 0 | 1 | 0−1  | 0  |
| 1/64 фіналу  | «Скала» (Стрий)                        | 1 | 0 | 0 | 1 | 0−1  | 0  |
| 1/64 фіналу  | «Металіст» (Харків)                    | 1 | 0 | 0 | 1 | 2−4  | 0  |
| 1/64 фіналу  | «Рось» (Біла Церква)                   | 1 | 0 | 0 | 1 | 2−4  | 0  |
| 1/64 фіналу  | ФК «Львів»                             | 1 | 0 | 0 | 1 | 0−2  | 0  |
| 1/64 фіналу  | «Чайка» (Севастополь)                  | 1 | 0 | 0 | 1 | 0−2  | 0  |
| 1/64 фіналу  | «Шахтар» (Стаханов)                    | 1 | 0 | 0 | 1 | 1−4  | 0  |
| 1/64 фіналу  | «Карпати» (Мукачеве)                   | 1 | 0 | 0 | 1 | 0−3  | 0  |
| 1/64 фіналу  | «Шахтар» (Павлоград)                   | 1 | 0 | 0 | 1 | 0−3  | 0  |
| 1/64 фіналу  | «Таврія» (Херсон)                      | 1 | 0 | 0 | 1 | 2−6  | 0  |
| 1/64 фіналу  | «Батьківщина» (Первомайськ)            | 1 | 0 | 0 | 1 | 0−4  | 0  |
| 1/64 фіналу  | «Металург» (Керч)                      | 1 | 0 | 0 | 1 | 0−6  | 0  |
| 1/128 фіналу | «Сіріус» (Жовті води)                  | 1 | 0 | 1 | 0 | 1−1  | 1  |
| 1/128 фіналу | «ЛАЗ» (Львів)                          | 1 | 0 | 1 | 0 | 1−1  | 1  |
| 1/128 фіналу | «Дружба» (Бердянськ)                   | 1 | 0 | 1 | 0 | 0−0  | 1  |
| 1/128 фіналу | «Гарант» (Донецьк)                     | 1 | 0 | 0 | 1 | 2−3  | 0  |
| 1/128 фіналу | «Колос» (Карапиші)                     | 1 | 0 | 0 | 1 | 1−2  | 0  |
| 1/128 фіналу | «Чайка» (Охотникове)                   | 1 | 0 | 0 | 1 | 1−2  | 0  |
| 1/128 фіналу | «Нафтовик» (Охтирка)                   | 1 | 0 | 0 | 1 | 0−1  | 0  |
| 1/128 фіналу | «Нива» (Нечаяне)                       | 1 | 0 | 0 | 1 | 0−1  | 0  |
| 1/128 фіналу | «Металург» (Новомосковськ)             | 1 | 0 | 0 | 1 | 0−1  | 0  |
| 1/128 фіналу | «Оскіл» (Куп'янськ)                    | 1 | 0 | 0 | 1 | 0−1  | 0  |
| 1/128 фіналу | «Трансімпекс» (Вишневе)                | 1 | 0 | 0 | 1 | 0−1  | 0  |
| 1/128 фіналу | «Вагонобудівник» (Кременчук)           | 1 | 0 | 0 | 1 | 0−1  | 0  |
| 1/128 фіналу | «Харчовик» (Білозерка)                 | 1 | 0 | 0 | 1 | 0−1  | 0  |
| 1/128 фіналу | «Кристал» (Дубно)                      | 1 | 0 | 0 | 1 | 2−4  | 0  |
| 1/128 фіналу | «Авангард» (Жидачів))                  | 1 | 0 | 0 | 1 | 0−2  | 0  |
| 1/128 фіналу | «Бактянець» (Бадалово)                 | 1 | 0 | 0 | 1 | 0−2  | 0  |
| 1/128 фіналу | «Дністер» (Заліщики)                   | 1 | 0 | 0 | 1 | 0−2  | 0  |
| 1/128 фіналу | «Карпати» (Чернівці)                   | 1 | 0 | 0 | 1 | 0−2  | 0  |
| 1/128 фіналу | «Локомотив» (Сміла)                    | 1 | 0 | 0 | 1 | 0−2  | 0  |
| 1/128 фіналу | «Первомаєць» (Першотравневе)           | 1 | 0 | 0 | 1 | 1−4  | 0  |
| 1/128 фіналу | «Сокіл» (Великі Гаї)                   | 1 | 0 | 0 | 1 | 0−3  | 0  |
| 1/128 фіналу | «Сула» (Лубни)                         | 1 | 0 | 0 | 1 | 0−3  | 0  |
| 1/128 фіналу | «Сокіл» (Золочів)                      | 1 | 0 | 0 | 1 | 1−7  | 0  |
| 1/128 фіналу | «Енергетик» (Нетішин)                  | 1 | 0 | 0 | 1 | 0−6  | 0  |
| 1/128 фіналу | «Артанія» (Очаків)                     | 1 | 0 | 0 | 1 | 0−7  | 0  |
| 1/128 фіналу | «Локомотив» (Конотоп)                  | 0 | 0 | 0 | 0 | 0−0  | 0  |
| 1/128 фіналу | «Шахтар» (Горлівка)                    | 0 | 0 | 0 | 0 | 0−0  | 0  |